# 總持寺祖院
總持寺祖院（そうじじそいん）是位在日本石川縣輪島市門前町的寺院，曹洞宗別院。山號「諸嶽山」（しょがくざん）。本尊僧形觀世音菩薩、開山（初代住持）為瑩山紹瑾。別稱能登祖院、能山、岳山。
原本是曹洞宗之大本山「總持寺」。本山機能移轉至橫濱市之際，移轉地成為「大本山總持寺」，能登之「總持寺」作為別院，改稱「總持寺祖院」。

## 關連項目
- 總持寺
- 名水百選

## 外部連結
- 曹洞宗大本山總持寺祖院 （页面存档备份，存于）